# پولیچان
پولیچان (به لاتین: Poliçan) یک شهر در آلبانی است که در استان اسکراپار واقع شده‌است.